# Барретт, Марсия
Марсия Баррeтт (англ. Marcia Barrett; род. 14 октября 1948, Сент-Кэтрин, Мидлсекс) — известная певица и танцовщица, экс-солистка группы «Boney M.». Родилась на Ямайке. Позже жила в Англии, куда перебралась в 1963 году вместе со своей матерью. Затем переехала в Германию, где успешно занималась музыкальной карьерой, став одной из основных солисток «золотого состава» карибского поп-квартета Boney M. До своего участия в группе, Марсия Баррeтт также выступала на сцене, сначала как танцовщица, а затем, после того как у неё обнаружился незаурядный вокальный талант, — как певица в стиле соул.

## Карьера
Артистка начала свою музыкальную карьеру с совместных выступлений с такими популярными в ФРГ исполнителями, как Карел Готт и Рекс Гильдо. В 1971 году Марсия подписывает контракт с рекорд-лейблом Metronome и публикует свой первый сингл «Could Be Love».
В 1975 году певица присоединяется к проекту Фрэнка Фариана — Boney M. В группе Марсия принимает активное участие в записи такого хита, как «Daddy Cool» и дебютного альбома «Take the Heat Off Me». В короткий срок группа Boney M. завоевала популярность по всему миру, а продажи их альбомов били все рекорды. В коллектив входили четыре артиста, но участие в студийных записях принимали только две вокалистки — Марсия Баррeтт и Лиз Митчелл, которую сама Марсия порекомендовала в группу в начале 1976 года.
Мужские вокальные партии исполнял сам Фрэнк Фариан и новый участник коллектива Рэджи Цибо (с 1982 года), а до него на живых концертах их исполнял Бобби Фаррелл. Вместе с Лиз Митчелл, Марсия продолжала принимать активное участие в записи новых хитов группы, таких как «Ma Baker», «Rasputin», «Gotta Go Home», «Take the Heat off Me».
Сольная песня Марси Барретт — «Belfast» стала вторым синглом нового альбома Boney M. «Love for Sale», которая прочно утвердилась в чартах Западной Германии и многих других стран.
В альбоме «Nightflight to Venus» Баррэтт исполнила одноимённую композицию «Nightflight to Venus», кавер на песню «King of the Road» и «Never Change Lovers in the Middle of the Night». Последняя стала одной из самых популярных песен на концертах Boney M.
Марсия исполнила вокальные партии в интро рождественской песни «Mary’s Boy Child/Oh My Lord», а также «Ribbons of Blue». Артистка сольно исполнила песню «Let It All Be Music» и частично эту же песню в альбоме «Oceans of Fantasy», который вышел в 1979 году.
С 1990 года все участники группы Boney M. стали заниматься собственной музыкальной карьерой.
На сегодняшний день Марсия Баррeтт продолжает гастролировать со своим Show Boney M по всему миру, используя в репертуаре лучшие песни группы Boney M., а также иногда представляя свои сольные номера с альбомов, вышедших уже после распада «классического» состава Boney M.

## Дискография
- Take the Heat off Me (1976);
- Love for Sale (1977);
- Nightflight to Venus (1978);
- Oceans of Fantasy (1979);
- The Magic of Boney M. (1980);
- Children of Paradise (1981);
- Boonoonoonoos (1981);
- Christmas Album (1981);
- Ten Thousand Lightyears (1984);
- Kalimba de Luna (1984);
- Fantastic Boney M. (1984);
- Christmas with Boney M. (1984);
- Eye Dance (1985).

## Синглы
- «Baby Do You Wanna Bump» (1975);
- «Daddy Cool» (1976);
- «Sunny» (1976);
- «Ma Baker» (1977);
- «Belfast» (1977);
- «Rivers of Babylon»/«Brown Girl in the Ring» (1978);
- «Rasputin» (1978);
- «Mary’s Boy Child — Oh My Lord» (1978);
- «Painter Man» (1979);
- «Hooray! Hooray! It’s a Holi-Holiday» (1979);
- «El Lute»/«Gotta Go Home» (1979);
- «I’m Born Again»/«Bahama Mama» (1979);
- «I See a Boat on the River»/«My Friend Jack» (1980);
- «Children of Paradise»/«Gadda-Da-Vida» (1980);
- «Felicidad (Margherita)» (1980);
- «Malaika»/«Consuela Biaz» (1981);
- «We Kill the World»/«Boonoonoonoos» (1981);
- «The Little Drummer Boy»/«6 Years of Boney M. Hits» (1981);
- «The Carnival Is Over»/«Going Back West» (1982);
- «Zion’s Daughter» (1982;
- «Jambo — Hakuna Matata (No Problems)» (1983);
- «Somewhere in the World» (1984);
- «Kalimba de Luna» (1984);
- «Happy Song» (1984);
- «My Cherie Amour» (1985);
- «Young, Free and Single» (1985);
- «Daddy Cool (Anniversary Recording '86)» (1986);
- «Bang Bang Lulu» (1986);
- «Rivers of Babylon (Remix)»/«Mary’s Boy Child — Oh My Lord (Remix)» (1988);
- «Megamix» (1988);
- «The Summer Mega Mix» (1989);
- «Malaika (Lambada Remix)» (1989);
- «Everybody Wants to Dance Like Josephine Baker» (1989);
- «Stories» (1990);
- «Christmas Mega Mix» (1992);
- «Megamix» (1992);
- «Brown Girl in the Ring (Remix)» (1993);
- «Ma Baker (Remix)» (1993);
- «Papa Chico» (1994);
- «Somebody Scream — Ma Baker» (1998);
- «Daddy Cool '99» (1999);
- «Hooray! Hooray! (Caribbean Night Fever)» (1999);
- «Sunny (Remix)» (2000);
- «Daddy Cool 2001» (2001);
- «Sunny (Mousse T. Remix)» (2006);
- «Felicidad America (Obama-Obama)» (2009);